# Tendu
Tendu ist eine französische Gemeinde mit 654 Einwohnern (Stand 1. Januar 2022) im Département Indre in der Region Centre-Val de Loire; sie gehört zum Arrondissement Châteauroux und zum Kanton Argenton-sur-Creuse.
Nachbargemeinden von Tendu sind Luant im Norden, Velles im Nordosten, Mosnay im Südosten, Le Pêchereau im Süden, Saint-Marcel im Südwesten, Chasseneuil und Le Pont-Chrétien-Chabenet im Westen und La Pérouille im Nordwesten.

## Bevölkerungsentwicklung
| Jahr      | 1962 | 1968 | 1975 | 1982 | 1990 | 1999 | 2007 | 2017 |
| Einwohner | 504  | 483  | 417  | 465  | 446  | 451  | 550  | 648  |

## Sehenswürdigkeiten
- Schloss Prunget (12./14. Jahrhundert)
- Schloss Les Sallerons (19. Jahrhundert)
- Schloss Mazières
- Schloss La Rocherolle
- Schloss Le Broutay (15./16. Jahrhundert)

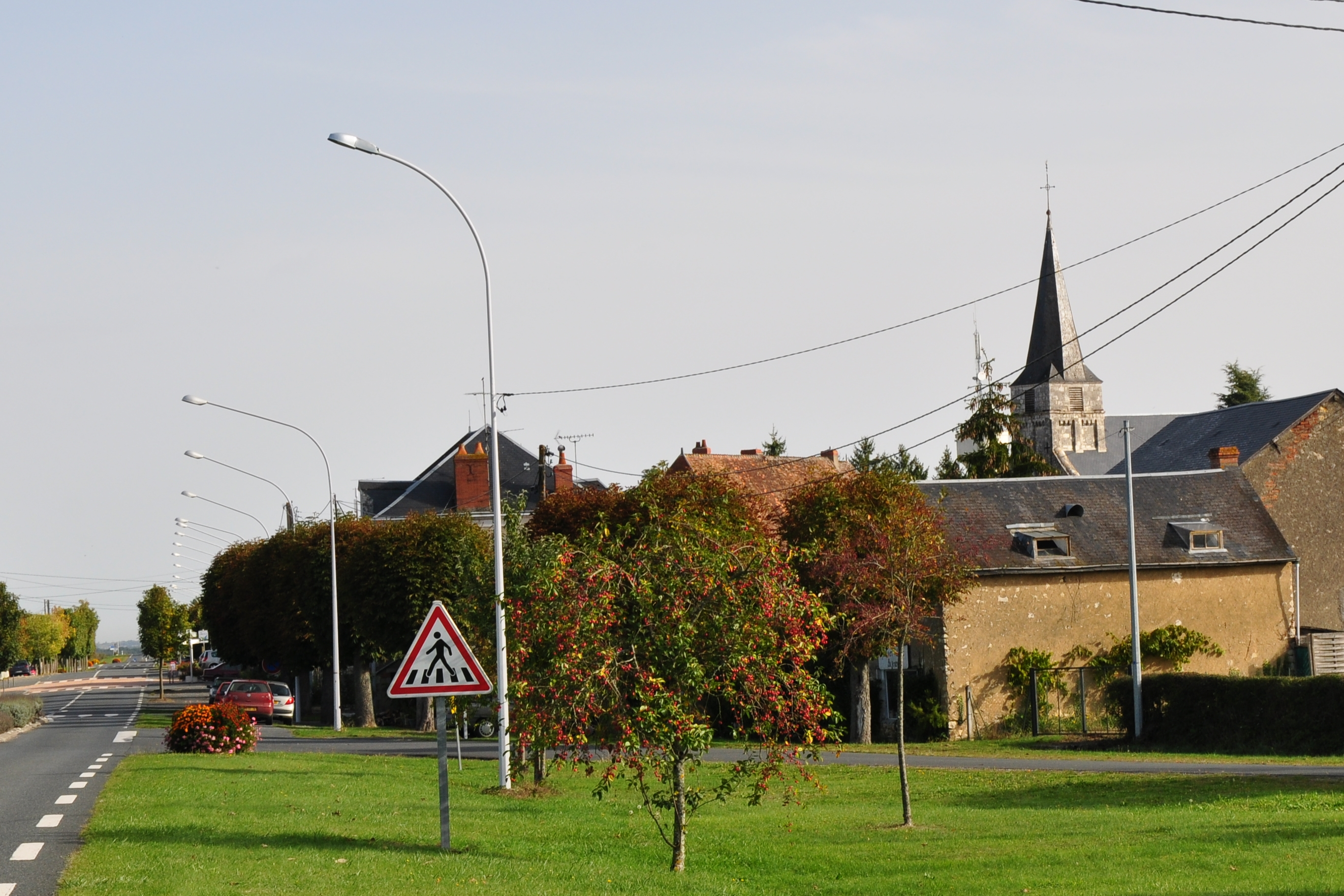
Blick auf Tendu